# Blatnik pri Črmošnjicah
Blatnik pri Črmošnjicah este o localitate din comuna Semič, Slovenia, cu o populație de 11 locuitori.